# RS Components

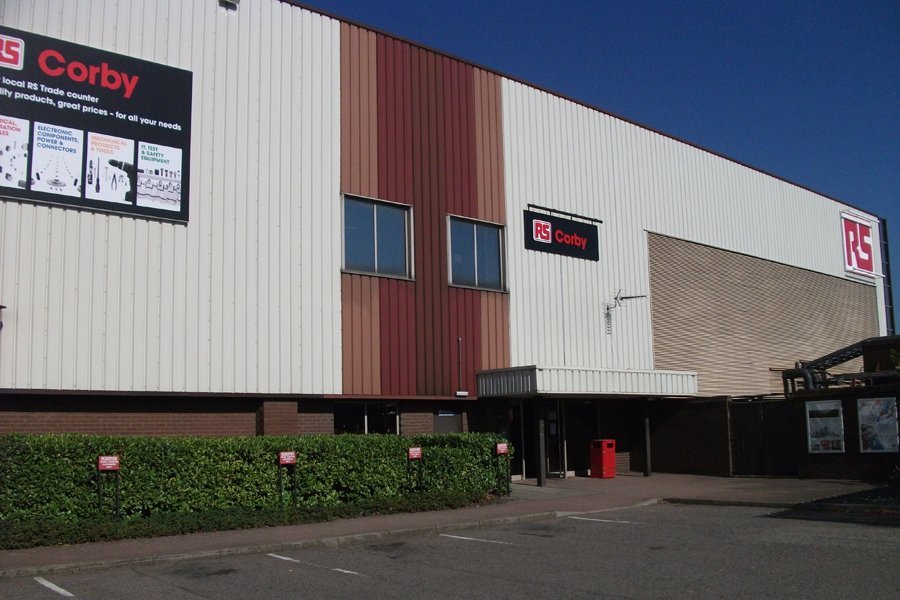
A sede da RS components

RS Components (RS) é a marca comercial de Electrocomponents plc, distribuidor global multicanal de produtos de eletrónica, eletricidade e manutenção industrial. A RS dispõe de 600.000 produtos e mais de 1 milhão de clientes em todo o mundo, entregando todos os dias cinquenta mil encomendas. A gama disponível inclui mais de dois mil e quinhentos fabricantes com todo o tipo de componentes eletrónicos, equipamentos de teste e medição, produtos de automatização de processos, ferramentas e consumíveis para engenheiros.

## História
| Marcos Importantes | Marcos Importantes                                              |
| ------------------ | --------------------------------------------------------------- |
| 1937               | Fundada como Radiospares.                                       |
| 1954               | Foco no setor industrial.                                       |
| 1971               | Alteração de nome: "RS Components".                             |
| 1992               | Joint Venture de Amidata e RS Components em Espanha.            |
| 1995               | Introdução de catálogo em CD-ROM.                               |
| 1995               | RS Components compra Amidata em Espanha.                        |
| 2001               | Primeiro catálogo completo em português.                        |
| 1998               | Lançamento da Web eCommerce.                                    |
| 2002               | Lançamento da solução Purchasing Manager em Espanha e Portugal. |

J. H. Waring e P.M. Sebestyen fundaram o negócio em 1937, em Londres, com o nome Radiospares, fornecendo peças de reposição às lojas de reparação de rádios: componentes eletrónicos de substituição e componentes mecânicos para recetores e transmissores de rádio. Quando as televisões se tornaram populares, a Radiospares adicionou peças para reparação de televisões ao seu catálogo de produtos. No final de Segunda Guerra Mundial, a empresa tinha-se convertido numa grande companhia de distribuição nacional. Em 1954, os fundadores da Radiospares ampliaram o foco da empresa, incluindo agora lojas e utilizadores domésticos mas também todo o setor industrial. Começaram nesta altura a vender componentes eletrónicos a fabricantes. A companhia mudou de nome para RS Components em 1971. A RS opera agora em países de todo o mundo, como por exemplo Portugal, Espanha, França, Itália ou Alemanha, bem como lugares tão distantes como Nova Zelândia e China.

## Operações
A RS Components faz parte do grupo Electrocomponents e comercializa historicamente na Europa e Ásia. Em abril de 2019, a RS Components foi lançada na América do Norte com foco em componentes eletrónicos. A Electrocomponents também possui um negócio focado no setor industrial nas Américas: Allied Electronics. O grupo distribui mais de seiscentos mil produtos, incluindo componentes eletrónicos, automação e controle, ferramentas de engenharia e consumíveis, para mais de um milhão de clientes.
A Electrocomponents possui operações em trinta e dois países. A empresa utiliza uma variedade de canais, incluindo vendas por meio de comércio eletrónico, catálogos e balcões comerciais. O grupo possui centros de distribuição em todo o mundo.
Em 2003, a RS Components foi premiada com a 'Estratégia de E-Business do Ano' no National Business Awards do Reino Unido. Em 2011, a empresa foi nomeada 'Distribuidora do ano' e 'Empresa do ano' nos prêmios Elektra European Electronics Industry 2011.
Em 2012, a RS e a Allied se tornaram dois dos principais fabricantes e distribuidores do Raspberry Pi. A empresa oferece software de design de PCB gratuito, DesignSpark PCB.